# バス郡 (ケンタッキー州)

ケンタッキー州内の位置

バス郡（Bath County）は、アメリカ合衆国ケンタッキー州内に位置する郡である。人口は12,230人（2015年推計）。郡庁所在地はw:Owingsville, Kentuckyである。

## 地理
アメリカ合衆国統計局によると、この郡は総面積735 km2 (284 mi2) である。このうち724 km2 (279 mi2) が陸地で12 km2 (4 mi2) が水地域である。総面積の1.58%が水地域となっている。

### 隣接する郡
- フレミング郡  (北)
- ローワン郡  (東)
- メニフィー郡  (南東)
- モンゴメリー郡  (南西)
- バーボン郡  (西)
- ニコラス郡  (北西)

## 人口動勢
2000年国勢調査で、この郡は人口11,085人、4,445世帯、及び3,195家族が暮らしている。人口密度は15/km2 (40/mi2) である。7/km2 (18/mi2) の平均的な密度に4,994軒の住宅が建っている。この都市の人種的な構成は白人96.87%、アフリカン・アメリカン1.85%、先住民0.21%、アジア0.02%、太平洋諸島系0.00%、その他の人種0.40%、及び混血0.66%である。ここの人口の0.80%はヒスパニックまたはラテン系である。
この郡内の住民は24.20%が18歳未満の未成年、18歳以上24歳以下が8.60%、25歳以上44歳以下が28.80%、45歳以上64歳以下が23.80%、及び65歳以上が14.60%にわたっている。中央値年齢は37歳である。女性100人ごとに対して男性は97.60人である。18歳以上の女性100人ごとに対して男性は94.80人である。
この郡内の世帯ごとの平均的な収入は26,018米ドルであり、家族ごとの平均的な収入は31,758米ドルである。男性は27,786米ドルに対して女性は20,986米ドルの平均的な収入がある。この郡の一人当たりの収入 (per capita income) は15,326米ドルである。人口の21.90%及び家族の16.40% は貧困線以下である。全人口のうち18歳未満の29.60%及び65歳以上の21.20%は貧困線以下の生活を送っている。

## 都市及び町
- Owingsville
- Salt Lick
- Sharpsburg